# Paula Cristina
Pour les articles homonymes, voir Cristina.
Paula Cristina Dias Santos, alias Paula Cristina, née le 7 juillet 1975, est une footballeuse internationale portugaise (102 matchs, 9 buts) qui joue au poste de milieu de terrain au sein du Boavista FC. Elle a remporté depuis le début de sa carrière, huit championnats et trois coupes du Portugal. Elle est professeur d'éducation physique.

## Biographie
Paula Cristina a un parcours sportif diversifié. Entre 1981 et 1993, elle pratique l'athlétisme jusqu'à l'âge de 14 ans, remportant plusieurs épreuves sur route. Puis entre 1989 et 1993, elle représente le Sporting Clube de Espinho de handball, participant à la 1re division nationale féminine senior. 
A 17 ans, Paula Cristina commence sa carrière de footballeuse, comme attaquante au Clube Académico de Espinho, en 1991, passant ensuite à l'AD Argoncilhe. Tous deux évoluant en première division portugaise.
En 1993, elle arrive à l'ADC Lobão, avec qui elle obtient son premier titre de championne nationale en 95/96. Malheureusement, ce dernier arrête le football féminin en 1997. Ce qui l'emmène à rejoindre les filles du Gatões FC. En cinq saisons au sein du club, elle remporte trois titres de championne. Elle participe pour la première fois, lors de la saison 2001/02, à la première édition de la Coupe féminine de l'UEFA.
En 2002, elle rejoint le club de Sintra, la Sociedade União 1° Dezembro, remportant deux championnats et la première coupe du Portugal de l'histoire du football féminin (2004).
Pour la saison 2016/2017 Paula Cristina arrive au Boavista FC, avec qui elle arrive 5e du championnat. Puis à la fin de la saison, elle décide de mettre un terme à sa carrière. Néanmoins elle est de retour en 2018 à 43 ans.

## Statistiques

### En club
| Saison                | Club                  | Championnat           | Championnat | Championnat | Coupe(s) nationale(s) | Coupe(s) nationale(s) | Compétition(s) continentale(s) | Compétition(s) continentale(s) | Compétition(s) continentale(s) | Sélection | Sélection | Sélection | Total | Total |
| Saison                | Club                  | Division              | M.          | B.          | M.                    | B.                    | Comp.                          | M.                             | B.                             | Équipe    | M.        | B.        | M.    | B.    |
| 1991-92               | CA Espinho            | Nacional Feminino     | -           | -           | -                     | -                     | -                              | -                              | -                              | -         | 0         | 0         | 0     | 0     |
| Sous-total            | Sous-total            | Sous-total            | 0           | 0           | -                     | -                     | -                              | -                              | -                              | -         | 0         | 0         | 0     | 0     |
| 1992-93               | AD Argoncilhe         | Nacional Feminino     | -           | -           | -                     | -                     | -                              | -                              | -                              | -         | 0         | 0         | 0     | 0     |
| Sous-total            | Sous-total            | Sous-total            | 0           | 0           | -                     | -                     | -                              | -                              | -                              | -         | 0         | 0         | 0     | 0     |
| 1993-94               | ADC Lobão             | Nacional Feminino     | -           | -           | -                     | -                     | -                              | -                              | -                              | -         | 0         | 0         | 0     | 0     |
| 1994-95               | ADC Lobão             | Nacional Feminino     | -           | -           | -                     | -                     | -                              | -                              | -                              | A         | 1         | 0         | 1     | 0     |
| 1995-96               | ADC Lobão             | Nacional Feminino     | -           | -           | -                     | -                     | -                              | -                              | -                              | A         | 8         | 1         | 8     | 1     |
| 1996-97               | ADC Lobão             | Nacional Feminino     | -           | -           | -                     | -                     | -                              | -                              | -                              | -         | 0         | 0         | 0     | 0     |
| Sous-total            | Sous-total            | Sous-total            | 0           | 0           | -                     | -                     | -                              | -                              | -                              | -         | 9         | 1         | 9     | 1     |
| 1997-98               | Gatões FC             | Nacional Feminino     | -           | -           | -                     | -                     | -                              | -                              | -                              | A         | 9         | 1         | 9     | 1     |
| 1998-99               | Gatões FC             | Nacional Feminino     | -           | -           | -                     | -                     | -                              | -                              | -                              | A         | 2         | 0         | 2     | 0     |
| 1999-00               | Gatões FC             | Nacional Feminino     | -           | -           | -                     | -                     | -                              | -                              | -                              | A         | 7         | 0         | 7     | 0     |
| 2000-01               | Gatões FC             | Nacional Feminino     | -           | -           | -                     | -                     | -                              | -                              | -                              | A         | 7         | 1         | 7     | 1     |
| 2001-02               | Gatões FC             | Nacional Feminino     | -           | -           | -                     | -                     | CF                             | -                              | -                              | A         | 13        | 2         | 13    | 2     |
| Sous-total            | Sous-total            | Sous-total            | -           | -           | -                     | -                     | -                              | -                              | -                              | -         | 38        | 4         | 38    | 4     |
| 2002-03               | 1° Dezembro           | Nacional Feminino     | -           | -           | -                     | -                     | CF                             | -                              | -                              | A         | 5         | 0         | 5     | 0     |
| 2003-04               | 1° Dezembro           | Nacional Feminino     | -           | -           | -                     | -                     | CF                             | -                              | -                              | A         | 10        | 1         | 10    | 1     |
| Sous-total            | Sous-total            | Sous-total            | -           | -           | -                     | -                     | -                              | -                              | -                              | -         | 15        | 1         | 15    | 1     |
| 2004-05               | ARC Várzea            | Nacional Feminino     | -           | -           | -                     | -                     | -                              | -                              | -                              | A         | 5         | 1         | 5     | 1     |
| 2005-06               | ARC Várzea            | Nacional Feminino     | -           | -           | -                     | -                     | -                              | -                              | -                              | A         | 8         | 0         | 8     | 0     |
| 2006-07               | ARC Várzea            | Nacional Feminino     | -           | -           | -                     | -                     | -                              | -                              | -                              | A         | 8         | 1         | 8     | 1     |
| 2007-08               | ARC Várzea            | Nacional Feminino     | -           | -           | -                     | -                     | -                              | -                              | -                              | A         | 6         | 0         | 6     | 0     |
| 2008-09               | ARC Várzea            | Nacional Feminino     | -           | -           | -                     | -                     | -                              | -                              | -                              | A         | 4         | 0         | 4     | 0     |
| Sous-total            | Sous-total            | Sous-total            | -           | -           | -                     | -                     | -                              | -                              | -                              | -         | 31        | 2         | 31    | 2     |
| 2009-10               | Gatões FC             | Promoção Feminina     | -           | -           | -                     | -                     | -                              | -                              | -                              | A         | 9         | 1         | 9     | 1     |
| Sous-total            | Sous-total            | Sous-total            | -           | -           | -                     | -                     | -                              | -                              | -                              | -         | 9         | 1         | 9     | 1     |
| 2010-11               | SU 1° Dezembro        | Nacional Feminino     | 5           | 2           | 2                     | 2                     | LDC                            | 3                              | 4                              | A         | 1         | 0         | 11    | 8     |
| 2011-12               | SU 1° Dezembro        | Nacional Feminino     | 18          | 7           | 3                     | 3                     | LDC                            | 3                              | 0                              | -         | 0         | 0         | 24    | 10    |
| 2012-13               | SU 1° Dezembro        | Nacional Feminino     | 12          | 6           | -                     | -                     | LDC                            | 3                              | 0                              | -         | 0         | 0         | 15    | 6     |
| 2013-14               | SU 1° Dezembro        | Nacional Feminino     | 1           | 1           | -                     | -                     | -                              | -                              | -                              | -         | 0         | 0         | 1     | 1     |
| Sous-total            | Sous-total            | Sous-total            | 36          | 16          | 5                     | 5                     | -                              | 9                              | 4                              | -         | 1         | 0         | 51    | 25    |
| 2016-17               | Boavista FC           | Nacional Feminino     | 18          | 8           | 1                     | 0                     | -                              | -                              | -                              | -         | 0         | 0         | 19    | 8     |
| Sous-total            | Sous-total            | Sous-total            | 18          | 8           | 1                     | 0                     | -                              | -                              | -                              | -         | 0         | 0         | 19    | 8     |
| 2018-19               | Boavista FC           | Nacional Feminino     | 21          | 3           | 1                     | 0                     | -                              | -                              | -                              | -         | 0         | 0         | 22    | 3     |
| 2019-20               | Boavista FC           | II° Divisão           | 15          | 12          | 3                     | 3                     | -                              | -                              | -                              | -         | 0         | 0         | 18    | 15    |
| Sous-total            | Sous-total            | Sous-total            | 36          | 15          | 4                     | 3                     | -                              | -                              | -                              | -         | 0         | 0         | 40    | 18    |
| Total sur la carrière | Total sur la carrière | Total sur la carrière | 90          | 39          | 10                    | 8                     | -                              | 9                              | 4                              |           | 103       | 9         | 212   | 60    |

Statistiques actualisées le 25 avril 2020

#### Matchs disputés en coupes continentales
| Matchs | Date         | Stade                                    | Adversaire                | Résultat | Minutes | Compétition         | Buts | Tour                   | Club        |
| ------ | ------------ | ---------------------------------------- | ------------------------- | -------- | ------- | ------------------- | ---- | ---------------------- | ----------- |
| -      | 5 août 2010  | Stade Gradski vrt, Osijek                | St. Francis Football Club | 1 – 4    | 90 min  | Ligue des champions | 1    | Phase de qualification | 1° Dezembro |
| -      | 7 août 2010  | Stade Gradski vrt, Osijek                | ŽNK Osijek                | 1 – 4    | 90 min  | Ligue des champions | 2    | Phase de qualification | 1° Dezembro |
| -      | 10 août 2010 | Stade HNK Cibalia, Vinkovci              | WFC Rossiyanka            | 1 – 4    | 90 min  | Ligue des champions | 1    | Phase de qualification | 1° Dezembro |
| -      | 11 août 2011 | Estadio do Sport União Sintrense, Sintra | ASA Tel-Aviv              | 1 – 1    | 55 min  | Ligue des champions | 0    | Phase de qualification | 1° Dezembro |
| -      | 13 août 2011 | Estadio do Sport União Sintrense, Sintra | FK Liepājas Metalurgs     | 4 – 0    | 90 min  | Ligue des champions | 0    | Phase de qualification | 1° Dezembro |
| -      | 15 août 2011 | Estadio do Sport União Sintrense, Sintra | MTK Budapest FC           | 0 – 0    | 90 min  | Ligue des champions | 0    | Phase de qualification | 1° Dezembro |
| -      | 11 août 2012 | Ta' Qali Stadium Ta'Qali                 | Glentoran Belfast United  | 4 – 0    | 90 min  | Ligue des champions | 0    | Phase de qualification | 1° Dezembro |
| -      | 13 août 2012 | Ta' Qali Stadium Ta'Qali                 | Birkirkara FC             | 1 – 0    | 67 min  | Ligue des champions | 0    | Phase de qualification | 1° Dezembro |
| -      | 16 août 2012 | Ta' Qali Stadium Ta'Qali                 | CFF Olimpia Cluj-Napoca   | 4 – 1    | 90 min  | Ligue des champions | 0    | Phase de qualification | 1° Dezembro |

### En sélection nationale[4]
Paula Cristina a été 102 fois internationale en équipe nationale portugaise, et a été capitaine de 2006 à août 2010. Elle fait ses premiers pas en équipe nationale, le 15 juin 1995, face à l'Islande, victoire 2 à 1.
En février 2011, elle est encore convoquée pour le stage de préparation de l'Algarve Cup 2011, mais elle n'est finalement pas retenue pour y participer.
| Matches officiels de Paula Cristina en sélections portugaises | Matches officiels de Paula Cristina en sélections portugaises | Matches officiels de Paula Cristina en sélections portugaises | Matches officiels de Paula Cristina en sélections portugaises | Matches officiels de Paula Cristina en sélections portugaises |
| Club                                                          | V.                                                            | N.                                                            | D.                                                            | Buts                                                          |
| ------------------------------------------------------------- | ------------------------------------------------------------- | ------------------------------------------------------------- | ------------------------------------------------------------- | ------------------------------------------------------------- |
| Portugal A (102 matchs: 100.00 %)                             | 27 (26.47 %)                                                  | 11 (10.78 %)                                                  | 64 (62.75 %)                                                  | 9 (100.00 %)                                                  |
| Total                                                         | 64 (26.47 %)                                                  | 11 (10.78 %)                                                  | 64 (62.75 %)                                                  | 9                                                             |

#### Buts en sélection du Portugal A
Elle marque son premier but lors de sa deuxième sélection face à la Croatie, comptant pour le groupe 3 des qualifications pour le Championnat d'Europe féminin de football 1997.
| Sélections | Date            | Stade                                             | Adversaire      | Résultat | Compétition       | Buts |
| ---------- | --------------- | ------------------------------------------------- | --------------- | -------- | ----------------- | ---- |
| 2e         | 4 novembre 1995 | Stade Gradski, Zagreb                             | Croatie         | 0 – 2    | Qualif. Euro 1997 | 1    |
| 10e        | 18 octobre 1997 | -, -                                              | Espagne         | 3 – 0    | Amical            | 1    |
| 30e        | 17 février 2001 | -, -                                              | Écosse          | 2 – 2    | Amical            | 1    |
| 45e        | 7 mars 2002     | Complexe Sportif de l'Hotel Montechoro, Albufeira | Pays de Galles  | 0 – 4    | Algarve Cup       | 2    |
| 53e        | 28 octobre 2003 | Vetch Field, Swansea                              | Pays de Galles  | 1 – 1    | Amical            | 1    |
| 67e        | 15 mars 2005    | -, -                                              | Irlande du Nord | 1 – 3    | Algarve Cup       | 1    |
| 77e        | 4 novembre 2006 | Stade Municipal de Cartaxo, Cartaxo               | Belgique        | 1 – 4    | Amical            | 1    |
| 95e        | 27 août 2009    | Complexo Desportivo do Real SC Queluz             | Slovénie        | 4 – 1    | Amical            | 1    |

## Palmarès

### Avec l'ADC Lobão
- Championne du Nacional Feminino : 1 fois — 1995-96.
- Vice-championne du Nacional Feminino : 2 fois — 1993-94 et 1994-95.
- Championne du Distrital : 4 fois — 1993-94, 1994-95, 1995-96 et 1996-97.

### Avec leGatões FC
- Championne du Nacional Feminino : 3 fois — 1997-98, 1998-99 et 2000-2001.
- Vice-championne du Nacional Feminino : 2 fois — 1999-00 et 2001-02.
- Championne du Distrital : 1 fois — 2000-01.

### Avec le1° Dezembro
- Championne du Nacional Feminino : 4 fois — 2002-03, 2003-04, 2010-11 et 2011-12.
- Vainqueur de la Taça de Portugal : 3 fois — 2003-04, 2010-11 et 2011-12.